# Чене
Чене (італ. Cene) — муніципалітет в Італії, у регіоні Ломбардія,  провінція Бергамо.
Чене розташоване на відстані близько 490 км на північний захід від Рима, 65 км на північний схід від Мілана, 17 км на північний схід від Бергамо.
Населення — 4276 осіб (2014).

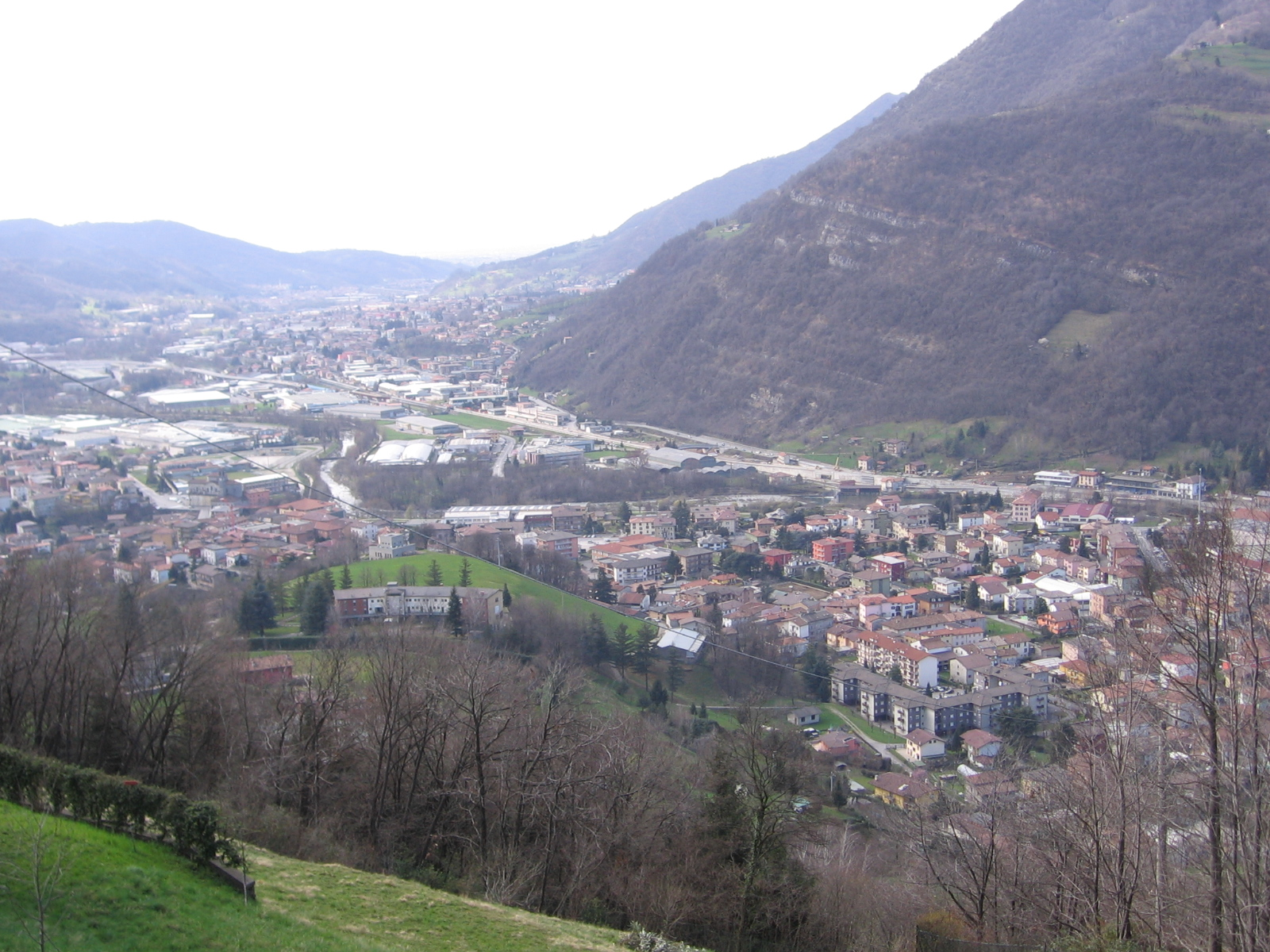

Щорічний фестиваль відбувається 12 квітня. Покровитель — святий Зенон.

## Демографія
Населення за роками:

Станом на 1 січня 2023 року в муніципалітеті офіційно проживало 300 іноземців з 38 країн, серед них 54 громадяни країн Євросоюзу та 23 громадяни України.

## Сусідні муніципалітети
- Альбіно
- Б'янцано
- Казніго
- Каццано-Сант'Андреа
- Фйорано-аль-Серіо
- Гаверина-Терме
- Гаццаніга
- Леффе